# Shaler Mountains
Shaler Mountains är en bergskedja i Kanada.   Den ligger i territorierna Northwest Territories och Nunavut, i den norra delen av landet, 3 500 km nordväst om huvudstaden Ottawa.
Trakten runt Shaler Mountains består i huvudsak av gräsmarker. Trakten runt Shaler Mountains är nära nog obefolkad, med mindre än två invånare per kvadratkilometer.